# Chrósty Wysińskie
Chrósty Wysińskie is een plaats in het Poolse district  Kościerski, woiwodschap Pommeren. De plaats maakt deel uit van de gemeente Liniewo en telt 198 inwoners.